# Конгура
Вижте пояснителната страница за други значения на Конгур.
Конгура е резерват, разположен в североизточната част на планината Беласица на територията на област Благоевград, България.

## Основаване и статут
Той е обявен със заповед №671 на Комитета за опазване на природната среда от 15 юни 1988 година и включва бившия резерват „Скошник“, създаден през 1954 година. Неговата цел е да се съхранят най-характерните за Беласица първични горски екосистеми от обикновен кестен и бук, както и местообитанията на редки и застрашени от изчезване растителни и животински видове. Конгура има обща площ от 1310,8 хектара и буферна зона от 285 хектара. От 2007 година резерватът е включен в територията на природен парк Беласица, като запазва режима си. От научноприложна гледна точка с разнообразието и с уникалните си кестенови гори Конгура е сред десетте най-ценни резервата в България.

## Местоположение
Резерватът се намира се землището на град Петрич и обхваща част от водосбора на река Луда Мара (Петричка река) на надморска височина от 600 до 1950 метра. Най-високата му точка е връх Конгур.

## Флора
Естествените гори от обикновен кестен са с възраст над 200 години, като отделни дървета са над 500 години. Буковите гори се отличават по своята флора и някои екологични параметри от буковите гори в други райони на страната. Биологичното разнообразие на резервата е изключително голямо, уникално и ценно. На територията му са установени 429 вида растения, от тях 11 редки и 1 застрашен от изчезване вид, 30 балкански и 5 български ендемити.

## Фауна
Животинския свят в резерват Конгура е твърде богат и разнообразен. От бозайниците се срещат сърна, дива свиня, див заек, лисица, златка. Птичия свят също е богат. Срещат се голям ястреб, късопръст ястреб, сокол орко, скален орел, черен кълвач и други защитени от закона видове. Твърде характерни за резервата са мравуняците на червената горска мравка.